# براهمان

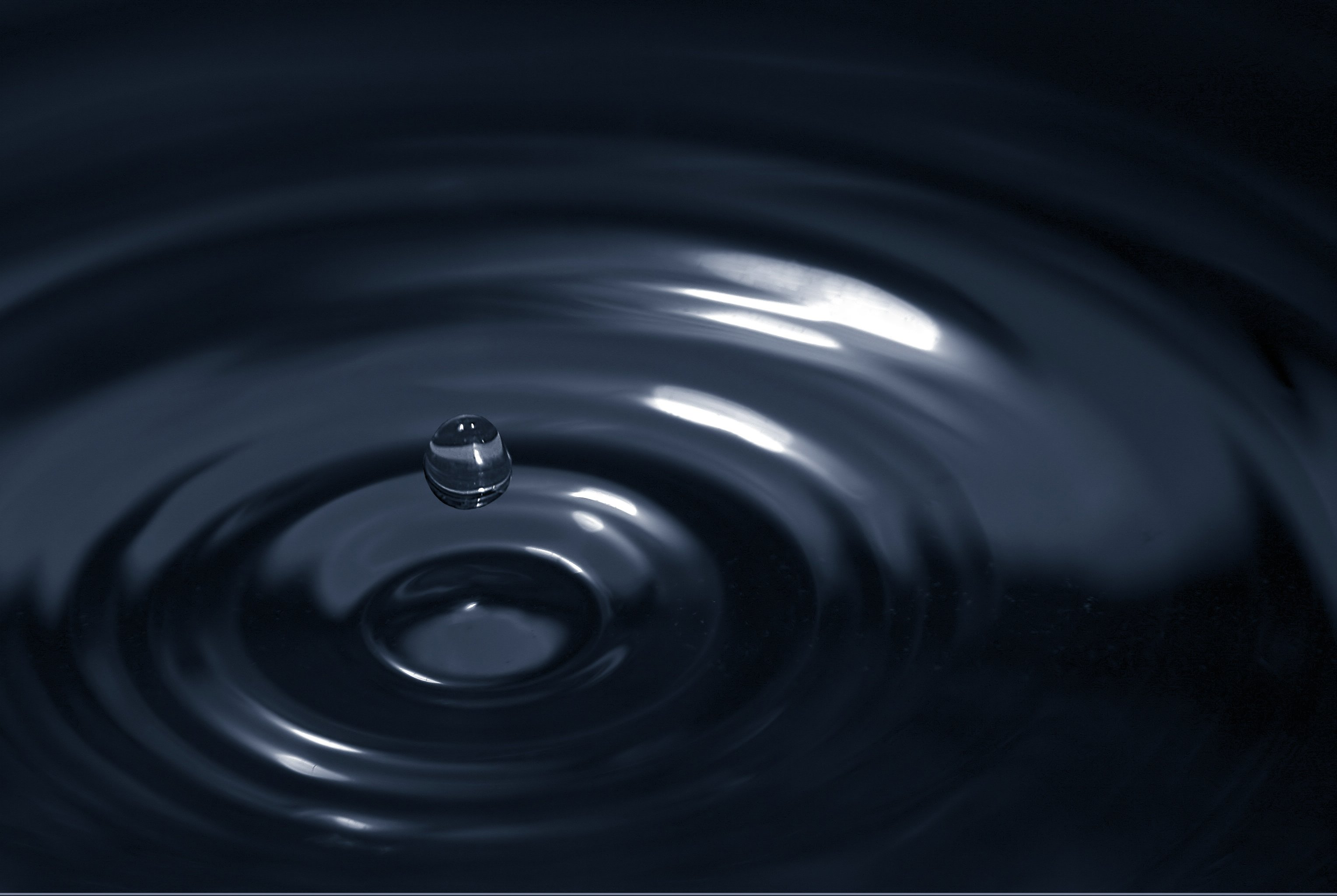
أثر قطرة ماء على الماء، التناظر العام لبراهمان وآتمان.

في الهندوسية، يشير مصطلح براهمان (ब्रह्मन् brahman) إلى الروح الفائقة العالمية، وهي الأصل وهي التي تؤيد العالم الظاهري. وفي بعض الأحيان يُشار إلى براهمان على أنه المطلق أو الإله والذي يعد إلهًا. ومن تعاليم حكماء الأوبنشاد أن براهمان هو الجوهر النهائي للظواهر المادية (بما في ذلك هوية الإنسان نفسه) والذي لا يمكن أن يتحقق عن طريق الحواس ولكن يمكن أن يكون معروفاً من خلال تطوير المعرفة الذاتية.
وقد أشار هذا المصطلح في الأصل إلى قوةٍ أو حقيقةٍ خلَّاقة متأصلة في الترانيم الفيدية، ثم في طقوس تقديم القرابين التي تُنشد فيها تلك الترانيم. وعند ظهور «أوبانيشاد»، صار هذا المصطلح يشير إلى المبدأ الكوني المجرد أو الحقيقة المطلقة. وفي الصوفية الهندوسية براهمان تعني روح الكون، المتعالية والمحايثة. وبالإمكان إيجاز الصوفية الهندوسية الرهبانية على أنها تحقيق التماهي بين الذات في الإنسان وأتمان Atman والإله، براهمن: «هو الكل، وأتمان هو براهمن». عند رامانوجا Ramanuja وآخرين يوجد اتحاد دون تماهٍ.

## مصطلح براهمان
براهمان (Brahman) كلمة سنسكريتية، شقت طريقها إلى الإنجليزية في وقت مبكر، تعود إلى 1481م، ويقصد بها الاسم الذي أطلقه معلموا وحكماء الأوبانیشاد على الموجود الأسمى، وهم يجسدونه في الإله الخالق براهما، ويضعونه في تابوت مقدس يتألف من براهما «الخالق» وفشنو «الحافظ» وشيفا «المدمر».
ولكلمة براهمان Brahmam معان عديدة، منها «الكلمة المقدسة» و«العلم المقدس»، و«الرقية» أو «السحر» وهي تنطبق على كلمات وأشعار الريغ - فيدا كما على رقيات وطلاسم الأثارفا - فيدا، وتقابل الريغ - فيدا كلمة فاك Yac بمعنى الخطاب حيث أصبحت مساوية لبراهمان أو مرادفا لها واسم فاكا سباتي Vaca spati هو أحد أسماء براهمان سباتي Brahman spati.

## مفهوم براهمان
إن الفكرة الأساسية التي تقوم عليها تعالیم الهندوسية، هي الإيمان بحقيقة واحدة تحوي كل شيء، وتقوم وراء الإدراك الحسي. وهذه الحقيقة تدعى «براهمان»، ومعناها الحقيقة المطلقة. وهذه الحقيقة المطلقة، هي في الوقت عينه لانهائية ومكتفية بذاتها، وهي الكيان الوحيد الذي يمكن القول إنه موجود حقا. ويقول جورج يونس في تعليقه على الكتاب الذي عربه أناشيد من الشرق: «أما البراهمان فتعني المادة الأولى غير القابلة للتجزُّؤ التي هي في الوقت نفسه إرادة وعقل وحُب. إنها جوهر الأشياء والكائنات، إنها الكل، إنها المطلق، إنها الإله».
ويدل براهمن على القدرة العليا المقدسة أو القدرة الكونية يسكن في أقدس الإنسان. أو في سويداء أعماقه. هو الطاقة الكامنة في الإنسان ومبدأ الحياة والأعمال، قائم في ما بعد الوعي والحس هو اللا-متغير أبدا، کائن فيما بعد الزمان والمكان والحتمية والقياس، أرفع كل مافي الإنسان بدنيا وباطنيا.
أما عن العلاقة الموجودة بين «برهمن» و «آتمن» فحسب الأوبانشاد، إن القوة العظيمة المستحثة للكون: «برهمن» والطاقة الروحية للنفس «آتمن» هما في النهاية شيء واحد فباتحادهما تتحقق طرائق تحرير النفس من عبوديتها المولدة أو المسببة للمعاناة.
ويرى شانكارا أن «البراهمان» هو الواقع الذي يتيح وجود المظاهر التي تشكل العالم التجريبي، لكنه متجاوز لهذه المظاهر؛ لأنَّ البراهمان، يتجاوز العالم.
و«لا يتوزع البراهمان بين الكائنات، وإنما يحل فيهم وكأنه قد توزع وتقسم، فهو سر وجود كل الكائنات إذ يحل في كل القلوب. فبراهمان هو سر الوجود وكل الوجود. وهو سر وجود كل اللاموجود». وإنَّ براهمان لا تجريبي، ولا موضوعي، وكلي، وهو الجوهر المفكر.

## براهمان في الأوبانيشاد

أوم، يرمز في الصوفية الهندوسية إلى التأمل. وتقسمه ماندوكيا أبانيشادز إلى A، AUM: هي حالة التيقظ. وU هي حالة الوعي الحالم. وM حالة الوعي النائم.

إنَّ هذا الوجود الشامل، أو الحقيقة الكلية، تدعي عموما باسم براهمان، ولم تجرِ أية محاولات لتعريف براهمان بشكل محدد. والتوصيفات تتباین، بعض الرسائل ومعظمها من أزمنة لاحقة، تصور البراهمان کنوع من الألوهية المنعم عليها بالشخصية:
تمزج مقاطع عديدة بلا تمييز الدلالات الشخصية واللاشخصية لهذه الحقيقة النهائية. ونجد الدلالة الشخصية في مقاطع أخرى وقد تم اللجوء إليها من باب العادة أو كتنازل أمام مخيلة مضطربة أكثر من أي شيء آخر. ويوصف «الواحد اللا محدود «بأنه» هو الذي يوقظ هذا العالم».
«في البدء كان هذا العالم براهما [ن]. الواحد اللامحدود - لا محدود بالنسبة للشرق، ولا محدود بالنسبة للشمال.. لا محدود بالنسبة لكل الجهات غير قابلة للاستیعاب تلك النفس، غير محدودة، لم تولد، ولا يجوز التفكير بها ولا تأملها هو الذي روحه المكان! وعندما يتحلل العالم هو وحده من يبقى مستيقظا، ومن ذلك المكان بكل تأكيد، يوقظ هذا العالم الذي هو كتلة فكر، إنه هو من يفكر فيه، وفيه يختفي، إنه ذلك الشكل المشع الذي يعطي الحرارة في هاتيك الشمس، وهو النور المتلألئ في نار بلا دخان، ونار المعدة التي تطهو الطعام، لهذا السبب قيل: هو من هو في النار، وهو من هو هنا في القلب، وهو من هو في هاتيك الشمس - هو شيء واحد».
تشير بعض الرسائل المبكرة عادة إلى براهمان باعتباره شيئا محايداً، بلا حركة أو إحساس، القالب اللاشخصي الذي منه صدر العالم والذي إليه سيعود مع مرور الوقت. هذا الـ«هو» هذا «الشيء الواحد» هو الأساس المتين لكل شيء.
«حقا إن هذا العالم بأكمله هو براهما [ن].
فليعد المرء في سكينة باعتباره المصدر الذي جاء منه،
والذي فيه سيذوب، وبه يتنفس».

### مشكلة الضمائر
تُظهر كتابات الأوبانیشاد المتأخرة وعيا بالمشكلة التي يطرحها الاستعمال المتبادل للضميرين هو (للعاقل he)، وهو (لغير العاقل it). فإن ما كان هو (he) فهو الله، فإن هو (it) يكون عندئذ خارج حدود ذلك، ولو أنه لا يزال شاملا لله. في مصطلحات المعلم إكهارد، المتصوف من العصور الوسطى، فإن هو (it)  هو («الله وراء الله»). لذلك، تجعل كتابات الأوبانیشاد هذه تمييزا بين براهمان ظاهر في صورة شخص (هو he)، وبراهمان غير ظاهر (هو it) هكذا تقول أوبانیشاد مايتري (Maitri):«هنالك شكلان اثنان حقا للبراهمان، الذي له صورة والذي لا صورة له، الآن، الذي له صورة هو غير حقيقي أو غير حقيقي بشكل كامل، والذي لا صورة له هو حقيقي لأي حقيقي في النهاية».
في نسبة اللاحقيقة النسبية هذه إلى البرهان المصور، لدينا تلميح إلى عقيدة متأخره معقدة هي عقيدة المايا، وطبقا لهذه العقيدة، فإن المستور (أو غير الظاهر) هو مصدر لكل الأشياء والكائنات الظاهرة للعيان وقاعدة لها (أي للعالم ولكل ما فيه، بما في ذلك براهمان الشخصي أو المصور)، لكن هذه الأشياء ليست حقيقة في كليتها البراهمان المستور هو وحده الحقيقي بالمطلق ولا يفنی.
استخدمت بعض كتابات الأوبانیشاد مصطلحات أخرى لجعل هذا التمييز واضحا، فقالت، وهي تواجه مسألة كيف يمكن لموجود لا صورة له ولا فعل أن يخلق عالما من الصور المرئية والمتغيرة، إن البراهمان المستور عبر عن قوته الخلاقة المتأصلة في ذاته بإنتاج هيراميا غاربها (Hiramya garbha)، أو «البيضة الذهبية» التي ظهرت عند فجر الخلق على «بحر البراهمان» وأصبحت الإله الخالق الفعال، براهما (Brahma)(1). وخلق براهما العالم من خلال «القوة السحرية» (مايا) المتأصلة في البراهمان. وباعتباره إلها شخصيا يحتل مركزا مرموقا، فقد أخذ لقب إشفارا (Ishvara) أو الرب، وهو لقب منح لشيفا المدمر وفشنو الحافظ في سياقات أخرى.

### ساغونا ونیرغونا براهمان
في جهد إضافي للتوضيح، تقول بعض كتابات الأوبانیشاد المتأخرة إن الإله الشخصي هو ساغونا براهمان Saguna Brahman، أو «براهمان ذو الصفات»، بينما البراهمان المستور والمجهول والخالد اللا محدود هو نیرغونا براهمان Nirguna Brahman، أو «براهمان بلا صفات». الأخير غير قابل للوصف لدرجة أن الإشارات إليه يجب أن تكون بالتجريد والسلب؛ ويجد المرء نفسه مضطرا للقول عنه إنه «نیتي، نيتي» (أي لا هذا ولا ذاك). من جهة أخرى، يمكن أن يكون ساغونا براهمان (ذو الصفات) معروضا وموصوفا في آن، فهو الإله الرب المسيطر في السموات والذي يستجيب لحب الناس وصلواتهم.
واضح إذن أن نیرغونا براهمان المستور الذي لا صورة له، هو المصدر النهائي للعالم الخارجي، وساغونا براهمان الظاهر شخصية هو المصدر المباشر للعالم الخارجي كما إن براهمان وباعتباره it, he فإن براهمان هو العنصر المكون والحضور المتفشي في كل ما هو موضوعي، أي في كل ما هو خارج عنا، أو في كامل عالم الطبيعة الذي تمنحنا إياه حواسنا.

### تعريف أعمق
في المحادثة التي وردت في أوبانیشاد بربهادارانیاکا (Brihadaranyaka Upanishad) بین غارغیا بلکي (Gargya Balaki)، البرهمي الذائع الصيت، وملك البيناريس (Benares)، الكشاتريا الذي يتفوق عليه في الفهم الفلسفي، نجد تعريفا أبعد للبراهمان باعتباره الحقيقة الواقعة داخل، وما وراء الشمس، والقمر، والبرق، والمكان، والريح، والنار، والماء، والمرايا والأصوات المترددة الأصداء، والنواحي المختلفة للسموات، والظلال، والأجسام.
وتتمتع كتابات أوبانیشادية أخرى بذات المنحى العام. فجميع الأشياء والمخلوقات هي أطوار أصلية لذلك الواحد. "فإذا ما قمنا بسحب الأسفل ومد الأعلى، نجد أن البراهما [ن] هو حقا هذا العالم بكامله، أو هذا الامتداد الأكثر اتساعا».
لكن ذلك هو نصف الحقيقة فقط. براهمان هو كل ما هو ذاتي أيضا، وكامل العالم الداخلي للعقل والشعور والإرادة ووعي الذات أي كل ما تقترن به الذات الدفينة، فكل ما يجري في نفس الإنسان، وحتى النفس ذاتها، هي اطوار «لذلك الواحد».

### براهمان أتمان

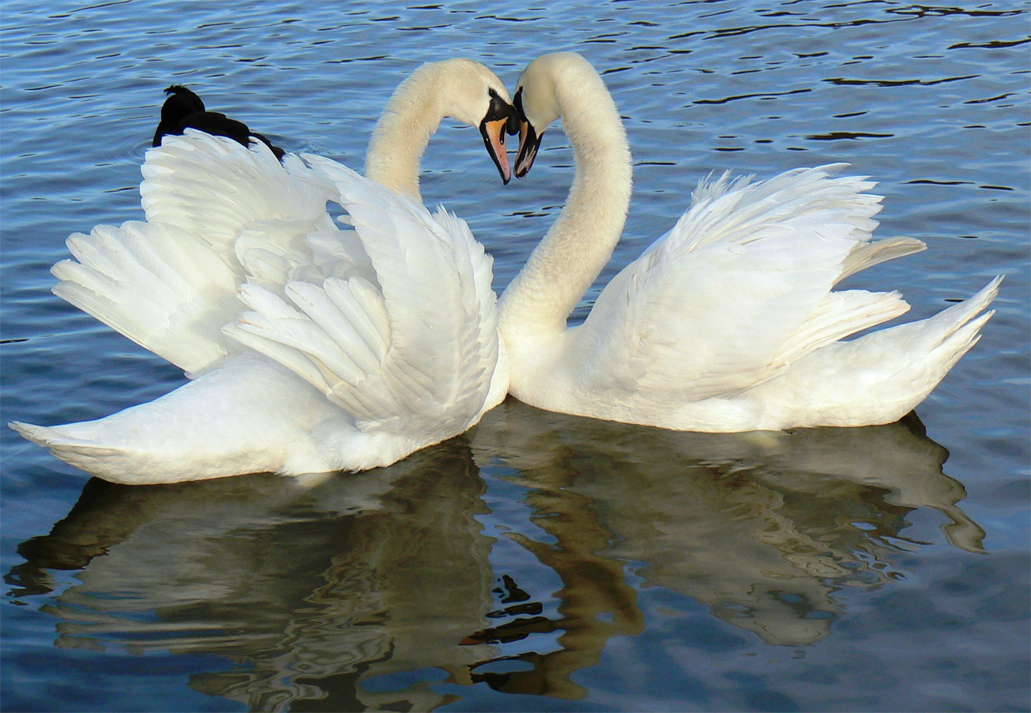
سوان (هانسا، हंस) هو رمز براهمان أتمان في الأيقونات الهندوسية.

المصطلح المستخدم للدلالة على النفس الباطنة هنا هو أتمان، وهذه كلمة تستخدم فلسفيا لتدل على نفس الإنسان الخفية والدفينة باعتبارها متميزة عن جسده وأعضائه الحسية والعقلية؛ أي إنها تشير إلى النفس المنزهة وليس إلى النفس العملية (Jiva) التي تتطور خصائصها العقلية والنفسية داخل الجسم وتكون معلومة من خلال الخبرة الحسية، وتصر العديد من كتابات الأوبانیشاد على أن هناك، وخلافا للاعتقاد السائد بالفردية المطلقة للنفس الإنسانية، اقترانا فعليا بين براهمان وأتمان، وأن ذلك هو صحيح بالنسبة لكل وأي أتمان، سواء أكان في الإنسان، أو الوحش، أو الحشرة، أو الزهرة، أو السمك، أو في أي شيء آخر.
ويصرخ مستقصٍ متلهفٍ في (بريهادارانیاكا) قائلا: «ياجنفالكيا (Yajnavalkya)، اشرح لي عنه، ذلك الذي هو البراهما [ن] الحاضر وليس خارج مداركنا، ذلك الذي هو بمثابة النفس في جميع الأشياء». ويأتيه الجواب:
«هو من يسكن في الأرض.. وفي الماء.. وفي النار.. والجو.. والريح.. والسماء.. والشمس.. وقطاعات السموات.. والقمر والنجوم.. والفضاء.. والظلمة.. والنور.. هو من يسكن في الأشياء كلها، ومع ذلك فهو مختلف عن الأشياء كلها، هو من تجهله الأشياء كلها، هو من تجهله الأشياء كلها، من يسيطر من الداخل على الأشياء كلها - إنه نفسك، المسيطر الباطني، الخالد... هو من يسكن في النفس.. في الخطاب.. والعين.. والأذن.. والعقل.. والجلد... والفهم.. إلا أنه شيء مختلف عن الفهم.. إنه الرائي الذي لا يرى، والسامع الذي لا يسمع، والمفكر الذي لم يفكر فيه، الفهيم الذي لا يفهم. ليس هناك من راء سواه. ليس هناك من سامع سواه .. ولا من مفكر.. ولا من فاهم.. إنه نفسك، المسيطر الباطني، الخالد».
توحي مثل هذه الفقرة بالنتيجة التي سيؤدي إليها هذا النوع من المحاكمة العقلية. فالنفس الحقيقية للإنسان وتلك التي للعالم (براماتمان أو النفس الكلية) هما شيء واحد؛ إنهما متطابقان. وقد جرى التعبير عن هذه المطابقة في أوبانیشاد شاندوجيا في المعادلة «تاب تفام آسي» التي تعني «إنه أنت»! وبكلمات أخرى، النفس الكلية هي المادة ذاتها التي تتشكل منها النفس الإنسانية. إنها الوجود الكلي (سات)، والوعي (سيت)، والبركة (أناندا)، وهي أيضا عکس ذلك. إذ لا شيء يحدث في ذات الفرد لا نجد له مصدرا وأرضية في الذات الكلية. لذلك يمكننا موازنة براهمان، الكل الموضوعي، وأتمان الذات الباطنة، نطلق على الحقيقة النهائية من الآن فصاعد تسمية براهمان - أتمان، معترفين بذلك بأن الموضوعي والذاتي هما شيء واحد.
قد لا يكون بالإمكان القول أن ذلك هو ما خرجت به کل رسائل الأوبانیشاد. فبعضها لا يذهب بعيدا إلى هذا الحد، وهي تقول بالتوحيد وليس بالأحرى بوحدة الوجود. ولا يصل أية منها تماما على مستوى العقيدة الفيدانتية التي ترى أن العالم بأسره هو إما وهم کامل، أو «رياضة»، أو «مسرحية»، أو «فن النفس الكلية الخلاقة»، وذلك لأن براهمان - أتمان وحده هو الموجود.

### نفخة براهمان
ويبقى هناك اعتراف بحقيقة ثانوية للعالم؛ فالأخير جاء نفخة من براهمان - أتمان وتخللته کینونته، ومع ذلك، ربما لا توحي «نفخ فيه»، ولا «تخللته» بوحدة مترابطة للوجود قائمة بين الذاتي والموضوعي. غير أن رسالة بريهادارنیاکا تصر بالأحرى بوضوح على أنه بالرغم من حديثنا عن الأشياء والذوات على أنها فيوضات من براهمان - أتمان، أو خليقته، أو بنی يتخللها، فإن كل الأشياء هي في النهاية براهمان - أتمان، وتقول رسالة أخرى بعبارات مؤثرة(2):
«إن نفسي هذه الموجودة داخل القلب هي أصغر من حبة أرز، أو حبة شعير، أو بذرة خردل، أو حبة ذرة بيضاء، أو نواة حبة ذرة بيضاء؛ إن نفسي هذه الموجودة داخل القلب هي أكبر من الأرض، وأكبر من الجو، وأكبر من السماء، وأكبر من العوالم.. إن نفسي هذه الموجودة داخل القلب هي براهمان».
لم يقف مفكرو الأوبانیشاد عند ذلك، وبما أنهم يعلمون أن فلسفتهم متجذرة في الصوفية، وليس في بحث عن المعرفة فقط، قالوا: إنه عندما «تعلم» النفس الإنسانية تماهيها الكامل مع براهمان، فإنها تمجد هذه المعرفة بمشاعر من الوحدة تصل إلى حد الوجد. إن اختبار هذه المعرفة الأكيدة تم التعبير عنه باعتباره أمراً لا يمكن وصفه، وحالة من السعادة المطلقة:
«حيث ترتد الكلمات، هي والعقل، دون أن تصل إلى غاياتها».

### التماهي في براهمان
إن معظم كتاب مصنفات الأوبانیشاد كانوا بلا شك على علم بتقنيات تحقیق مثل هذا التماهي أو الذوبان الكامل، في البراهمان، إن لم يشاركوا هم أنفسهم في ممارستها. كان العارف للبراهمان المنتظر سیجلس بموجب هذا التدبير يتأمل بعقل هادئ وتفكير عميق سعيا لأن يعرف حقا ولا يُكوِّن مجرد رأي أو اعتقاد، إنه يريد أن يكون على يقين روحي بأنه هو والشجرة بقربه يشكلان شيئا واحدا لأنهما طوران من أطوار الواحد، أي أنهما باختصار، براهمان - أتمان لا شيء غير ذلك.
إن يقين مثل هذه الوحدة يأتيه عندما يكون في حالة الغيبوبة وليس في حالة الوعي. وفي طلبهم لمشابهات لهذه الحالة، أعني مفكرو الأوبانیشاد المتأخرون عن وجود ثلاث حالات عقلية يمكن مقارنتها بها: حالة الوعي الاستيقاظي، وحالة النوم الحالم، وحالة النوم العميق بلا أحلام. كلها حالات وعي، لكن من وجهة كونها نماذج لاختبار الحقيقة والواقع نجد أنها ثلاثتها تعاني من قصور، ولا سيما الحالتان الأوليان لأنه نجد فيهم إلحاحا لوعي مزدوج من الذاتي والموضوعي، والنفس وغير النفس، والأنا واللا أنا.
إن حالة النوم العميق بلا أحلام هي الأقرب لإعطاء مشابهة لحالة الاتحاد مع براهمان لأنها تمثل غوصا مرتدا إلى نوع من اللاوعي الذي لا نعود نميز فيه بين الذاتي والموضوعي، لكن حالة رابعة من الوعي الذي يؤكد الحالات الثلاثة الأولى - إلا أنه يتخطاها، وهو الوعي الصرف، الذي يتجلی کاملا فقط مع اختبار الاتحاد مع براهمان (وتدعى نوريا أو كاتوريا). وينظر إلى هذه الحالة باعتبارها أرقى من كل حالات العقل الأخرى لأنها تمثل حالة الوجود النقي للنفس، عندما تكون النفس في صفاء الوجود. لقد عرفها مفسر عصري من الهند بأنها «وعي وجداني صرف حيث ليس هناك من معرفة بالأشياء الداخلية أو الخارجية». وتتضمن الماندوكيا أوبانیشاد تعريفا مهما لها يقول:
«الحالة الرابعة ليست تلك التي تكون على وعي بالذاتي، ولا تلك التي تكون على وعي بالموضوعي، ولا تلك التي تكون على وعي بالاثنين معا، ولا تلك التي هي مجرد وعي بسيط، ولا تلك التي هي كتلة قادرة على الإحساس الكلي، ولا تلك التي هي ظلمة كاملة. إنها خفيفة ، منزهة، والجوهر الوحيد للوعي بالذات، وتمام العالم».
وليس العالم والذات مفقودین من الوجود في حالة «التوريا» كما هو الحال في نوم عميق بلا أحلام، ولكن الذات والعالم موجودان معا في جوهرهما النقي، وخاليان من كل تشويه ووهم، ويختبران باعتبارهما متوحدين مع كينونة براهمان - أتمان حيث توجد حقيقتهما الواقعة وتدوم، إن اختبار مثل حالة الوعي هذه يعني الحصول على الموكشا (moksha)، أو التحرر النهائي من دورة إعادة الولادة (التناسخ).

### إنحلال العالم
هنالك عقيدة نشأت خلال هذه الفترة تفسح المجال الانحلال دوري أو تعليق النفوس والعالم بأسرهن وهذه هي النظرية الشهيرة القائلة بتدمير العالم وإعادة خلقه بشكل دوري. فالعالم، طبقا لهذه النظرية، ينحل ويذوب مع نهاية كل فترة من وجود الخلق (أو کالبا kalpa)، حيث تنتقل جميع النفوس الموجودة في العالم من الأجساد التي تحل بها إلى حالة من الوجود المؤجل، وبعد فترة من العدم المطلق والسكون (برالايا Pralaya)، يعود العالم إلى حالة الكينونة والوجود مرة ثانية، وتعود الأنفس الساكنة منذ زمن إلى تقمص تجسيدات جديدة في هيئات نباتية وحيوانية وإنسانية وآهلة وشياطين، كما تتشكل الطبقات الاجتماعية من جديد، وتجري إعادة كتابة الفيدا، ثم تصل (کالبا) أخرى إلى نهايتها المحتومة مع قيام التاريخ بإعادة نفسه المرة تلو الأخرى، تتضمن مثل هذه المفاهيم الكثير من بذور فلسفة المستقبل. فأنظمة الفلسفة الهندوسية العظيمة الست كانت ستنشأ من هذه الثمار الأولى للتأمل؟ لقد انطلق العقل الهندي فعليا نحو العمق.

## هوامش
1. هناك تنوع في كتابات الأوبانیشاد حول ما إذا كانت هذه المادة هي مادة عقلية أم مادة مادية.
2. واضح أن ذلك كان شعورا واسع الانتشار مع بدايات الهندوسية، التي أعطت تفوقا لقانون کارما حتى أعلى من ذلك الذي للمفكرين من أصحاب الأوبانیشاد وأتباعهم.